# 西澤吉治
西澤吉治（日語：西沢 吉治／にしざわ きちじ，又譯西澤吉次，1872年 - 1933年）日本的實業家。
為鯖江藩蔵役（土倉）西澤為治的二男，在鯖江町（現福井縣鯖江市）出生。1881年舉家搬往東京，由於父親早逝，西澤吉治在和田維四郎擔任所長的的農商務省地質研究所進行無償勞動，並在該所進行地質相關的知識學習。不久後赴伊豆半島進行開發，在1892年罹患肺結核，被遷往八丈島療養。
病癒後，西澤吉治在神戶成立西澤商會。1894年，西澤吉治作為跟隨近衛師團的隨軍小販同至中國，後亦隨該部隊的征途轉移到台灣，這中間他的實際經商過程未有可考資料佐證，但他在日本平定台灣後以基隆為據點在台灣經商，並且快速的累積財富。
1907年，西澤吉治在基隆成立西澤汽船，踏足航運業，成為在日本小有名氣的實業商人。
西澤吉治知道東沙島的契機，始於前一位東沙移民失敗者水谷新六，水谷新六雖然失敗，但讓有地質基礎知識的西澤發掘到商機，1907年8月12日，西澤吉治從八丈島招募了105位墾民，搭乘1,500噸的「四國丸」號汽船登陸東沙島。他將這座島嶼當作自己的島嶼，並插旗命名為「西澤島」。隨後因人力不足，又從台灣與福建招募了200餘位勞工。
西澤吉治很快地在東沙島上進行開採、修建基礎建設，包括玳瑁、大珠母貝、高瀬貝、鳥糞等。最重要的開採資源為磷含量充裕的鳥糞，在1年內便採掘了65萬公噸，為了運輸這些資源西澤吉治開設了每個月1到2班的固定船班往返東沙島、高雄、基隆與日本。並學習由玉置半右衛門開闊的南大東島政策發行貨幣，並制定「西澤島憲章」共十條。並向内務省稱東沙島為無主島，請願編入日治台灣領土。
西澤吉治的東沙島開發到1909年因漁民避難問題被清朝政府得知，後演變為東沙島事件。清朝與日本始商議該島的歸屬權，最終東沙島被歸還清朝，清朝方面以廣東銀元16萬元買回由西澤吉治建設的設施，但清朝在後續追徵西澤吉治3萬元的稅金，因此實際上西澤從清朝手上只獲得了13萬銀元的賠償金（約等同當時的日幣10萬元）。在1907年到1909年間，西澤吉治投資了至少50萬日幣在該島開發。
第一次世界大戰時，在德占安加爾島率領軍隊開採磷礦。
著書有：
- 《由內可見的西伯利亞：附－俄國革命的政局》（日文：裏面より見たる西伯利事情 : 附・革命露国の政情，自家出版，1922年）
- 《猶太禍》（北上梅石著，西澤吉治編，内外書房，1924年）

## 家族
西澤吉治子女中二男為西澤隆二，為日本詩人與政治活動家。

## 附註
1. ↑  きちじ轉為漢字可以變成「吉治」或者「吉次」。
2. ↑  豆辞典 西沢吉治（にしざわきちじ） （页面存档备份，存于） 福井新聞
3. ↑  さばえの偉人一覧表 （页面存档备份，存于）(PDF462KB)